# Amsoldingersee
Amsoldingersee är en sjö i Schweiz. Den ligger i den centrala delen av landet, 27 km söder om huvudstaden Bern. Amsoldingersee ligger 641 meter över havet. Arean är 0,38 kvadratkilometer. Den sträcker sig 0,9 kilometer i nord-sydlig riktning, och 1,2 kilometer i öst-västlig riktning.
Följande samhällen ligger vid Amsoldingersee:
- Amsoldingen (775 invånare)

I omgivningarna runt Amsoldingersee växer i huvudsak blandskog. Runt Amsoldingersee är det ganska tätbefolkat, med 78 invånare per kvadratkilometer. Årsmedeltemperaturen i trakten är 5 °C. Den varmaste månaden är juli, då medeltemperaturen är 16 °C, och den kallaste är december, med −6 °C. Genomsnittlig årsnederbörd är 1 703 millimeter. Den regnigaste månaden är juli, med i genomsnitt 200 mm nederbörd, och den torraste är mars, med 58 mm nederbörd.